# Габдуллин, Кенжегали Сыргалиулы
Кенжегали Сыргалиулы Габдуллин (Абдуллин) (1896 Алимбетская воласть Актобинского уезда Тургайской области — 1937) — казахский акын, педагог-просветитель, журналист. Учился у аульного муллы, затем в медресе города Казань. С 1928 года редактор газеты «Кедей» («Бедняк»), выходившей в Актобе. В последние годы жизни работал в газете «Оңтүстік Қазақстан» (Шымкент). В сборник стихов «Қазақтың қамы» (1912), «Ұран» (1914) призывал молодежь к овладению знаниями. Книги Габдуллина «Ислам негізі» (1911, Казань), «Қазақ балаларына жәрдем», «Өнеге, яғни нәмуне» (1913, Казань), переведённые с татарского языка, использовались как учебные пособия в казахских школах.